# Bryan Fletcher
Bryan Fletcher (Steamboat Springs, 27 de junio de 1986) es un deportista estadounidense que compitió en esquí en la modalidad de combinada nórdica. Su hermano Taylor también compitió en combinada nórdica.
Ganó una medalla de bronce en el Campeonato Mundial de Esquí Nórdico de 2013, en el trampolín normal + 4 × 5 km por equipo.

## Palmarés internacional
| Campeonato Mundial | Campeonato Mundial     | Campeonato Mundial | Campeonato Mundial       |
| Año                | Lugar                  | Medalla            | Prueba                   |
| ------------------ | ---------------------- | ------------------ | ------------------------ |
| 2013               | Val di Fiemme (Italia) | Medalla de bronce  | TN + 4 × 5 km por equipo |